# Inghilterra nuda
Inghilterra nuda è un film del 1969, diretto da Vittorio De Sisti.

## Distribuzione
Distribuito nel 1969 con il divieto per i minori di anni 18.